# Böyük İşıqlı
Böyük İşıqlı  (armeniska: Մեծ Իշխանասար Լեռ) är ett berg och en stratovulkan i Azerbajdzjan. Det ligger i den sydvästra delen av landet, 300 km väster om huvudstaden Baku. Toppen på Böyük İşıqlı är 3 550 meter över havet, eller 917 meter över den omgivande terrängen. Bredden vid basen är 15,8 km.
Terrängen runt Böyük İşıqlı är bergig österut, men västerut är den kuperad. Runt Böyük İşıqlı är det ganska glesbefolkat, med 42 invånare per kvadratkilometer..  
Trakten runt Böyük İşıqlı består i huvudsak av gräsmarker.